# Lundaralia
Lundaralia (Aralia racemosa) är en araliaväxtart som beskrevs av Carl von Linné. Aralia racemosa ingår i släktet Aralia och familjen Araliaceae. Inga underarter finns listade.
Lundaralia odlas ibland i trädgård som woodlandväxt. Den har stora parblad, upprätta vita blomklasar, mörkröda bär och tjocka rotstammar. I naturen förekommer lundaralian i skogar i östra Nordamerika. Den aromatiska roten användes traditionellt av ursprungsbefolkningen till te och för att bota ryggsmärtor och hosta, samt som allmänt stärkande.

## Bildgalleri

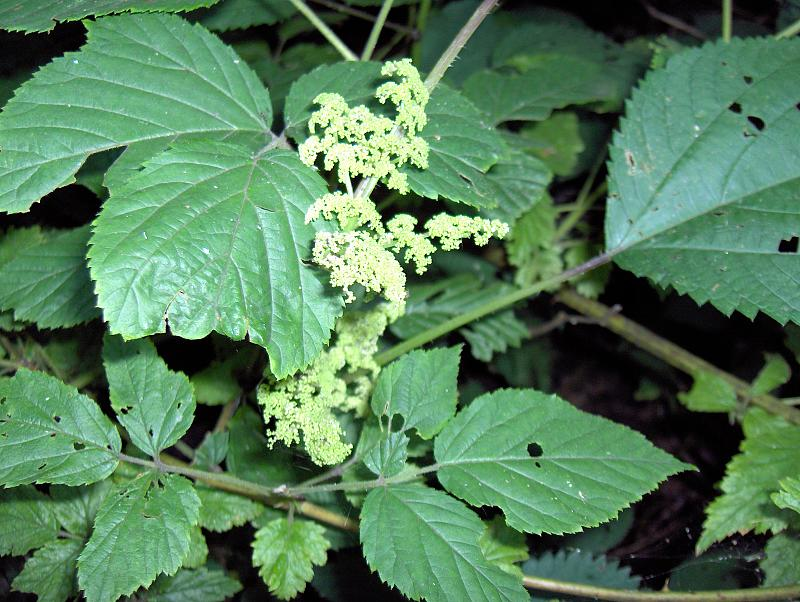
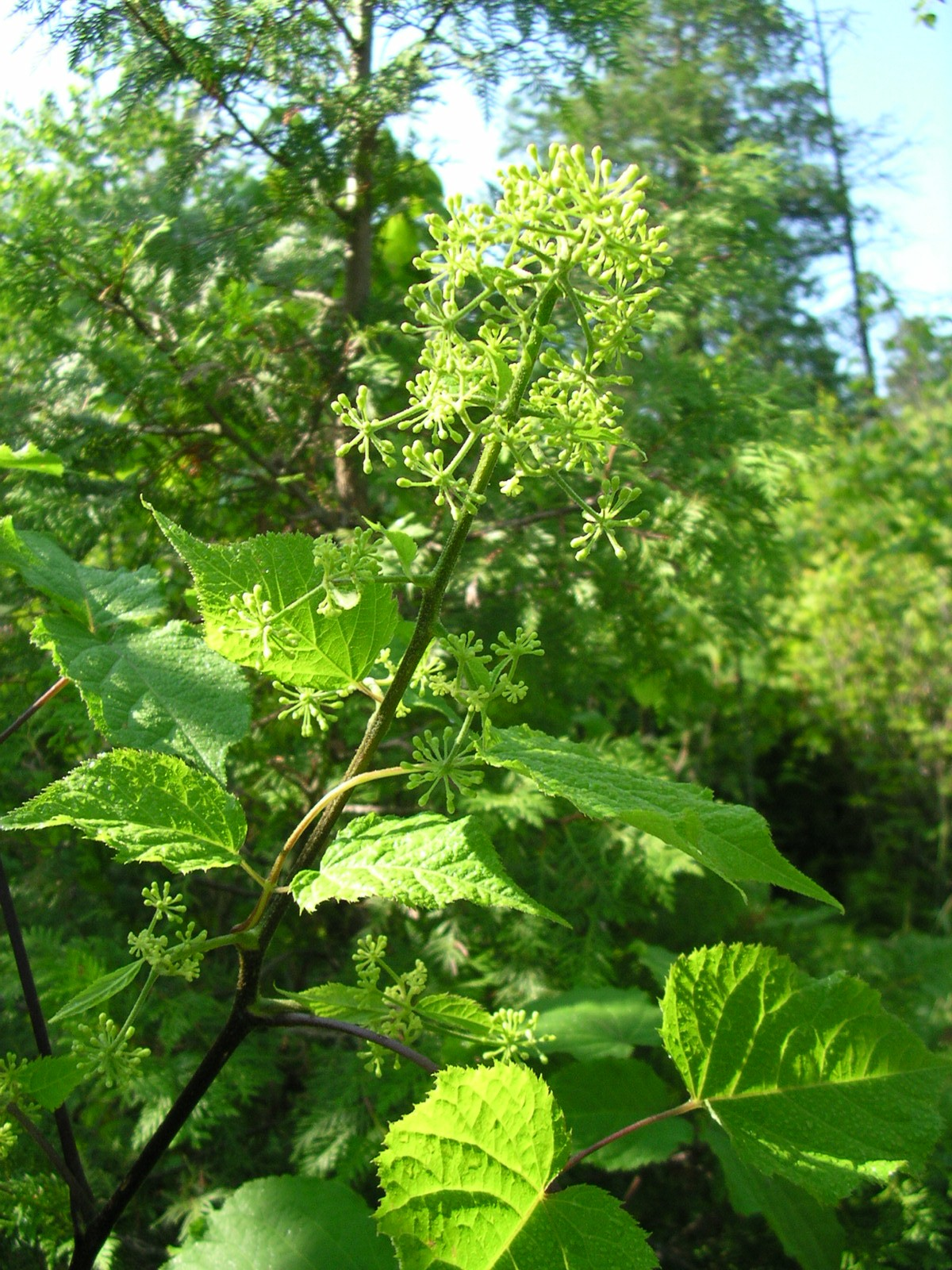